# Угорщина на літніх Олімпійських іграх 1900
З угорської частини Австро-Угорщини взяли участь на літніх Олімпійських іграх 1900 17 спортсменів у 4 видах спорту. За результатами змагань команда зайняла 11-те місце в медальному заліку.

## Медалісти

### Золото
|   |               |                                |
| № | Спортсмен     | Вид спорту (дисципліна)        |
| 1 | Рудольф Бауер | Легка атлетика (метання диска) |

### Срібло
|   |               |                                       |
| № | Спортсмен     | Вид спорту (дисципліна)               |
| 1 | Золтан Халмаї | Плавання (200 метрів вільним стилем)  |
| 2 | Золтан Халмаї | Плавання (4000 метрів вільним стилем) |

### Бронза
|   |               |                                       |
| № | Спортсмени    | Вид спорту (дисципліна)               |
| 1 | Лайош Генці   | Легка атлетика (стрибки у висоту)     |
| 2 | Золтан Халмаї | Плавання (1000 метрів вільним стилем) |

## Результат змагань

### Легка атлетика
| Змагання                  | Спортсмени     | Кваліфікаційний раунд | Кваліфікаційний раунд | Півфінал   | Півфінал   | Додатковий раунд | Додатковий раунд | Фінал      | Фінал      |
| Змагання                  | Спортсмени     | Результат             | Місце                 | Результат  | Місце      | Результат        | Місце            | Результат  | Місце      |
| ------------------------- | -------------- | --------------------- | --------------------- | ---------- | ---------- | ---------------- | ---------------- | ---------- | ---------- |
| 60 метрів                 | Пал Коппан     | невідомо              | 4-5                   |            |            |                  |                  | не пройшов | не пройшов |
| 60 метрів                 | Ерно Шуберт    | невідомо              | 4-5                   |            |            |                  |                  | не пройшов | не пройшов |
| 100 метрів                | Пал Коппан     | невідомо              | 3                     | не пройшов | не пройшов | не пройшов       | не пройшов       | не пройшов | не пройшов |
| 100 метрів                | Ерно Шуберт    | невідомо              | 3                     | не пройшов | не пройшов | не пройшов       | не пройшов       | не пройшов | не пройшов |
| 200 метрів                | Ерно Шуберт    | невідомо              | 4                     |            |            |                  |                  | не пройшов | не пройшов |
| 400 метрів                | Пал Коппан     | невідомо              | 4                     |            |            |                  |                  | не пройшов | не пройшов |
| 400 метрів                | Золтан Шпейдль | невідомо              | 4-5                   |            |            |                  |                  | не пройшов | не пройшов |
| 800 метрів                | Золтан Шпейдль | невідомо              | 2                     |            |            |                  |                  | невідомо   | 5          |
| 200 метрів з бар'єрами    | Золтан Шпейдль | невідомо              | 6                     |            |            |                  |                  | не пройшов | не пройшов |
| Стрибки у довжину         | Ерно Шуберт    |                       |                       |            |            |                  |                  | 6,05 м     | 9          |
| Стрибки у довжину         | Дьюла Штраус   |                       |                       |            |            |                  |                  | 6,01 м     | 10         |
| Потрійний стрибок         | Пал Коппан     |                       |                       |            |            |                  |                  | невідомо   | 7-13       |
| Стрибки у висоту          | Лайош Генці    |                       |                       |            |            |                  |                  | 1,75 м     | 3          |
| Стрибки з жердиною        | Якаб Каусер    |                       |                       |            |            |                  |                  | 3,10 м     | 4          |
| Потрійний стрибок з місця | Пал Коппан     |                       |                       |            |            |                  |                  | невідомо   | 5-10       |
| Штовхання ядра            | Режьо Креттьє  |                       |                       |            |            |                  |                  | 12,07 м    | 4          |
| Штовхання ядра            | Артур Корай    |                       |                       |            |            |                  |                  | 11,13 м    | 7          |
| Метання диска             | Рудольф Бауер  |                       |                       |            |            |                  |                  | 36,04 м    | 1          |
| Метання диска             | Режьо Креттьє  |                       |                       |            |            |                  |                  | 33,65 м    | 5          |
| Метання диска             | Артур Корай    |                       |                       |            |            |                  |                  | 31,00 м    | 11         |
| Метання диска             | Дьюла Штраус   |                       |                       |            |            |                  |                  | 29,80 м    | 14         |

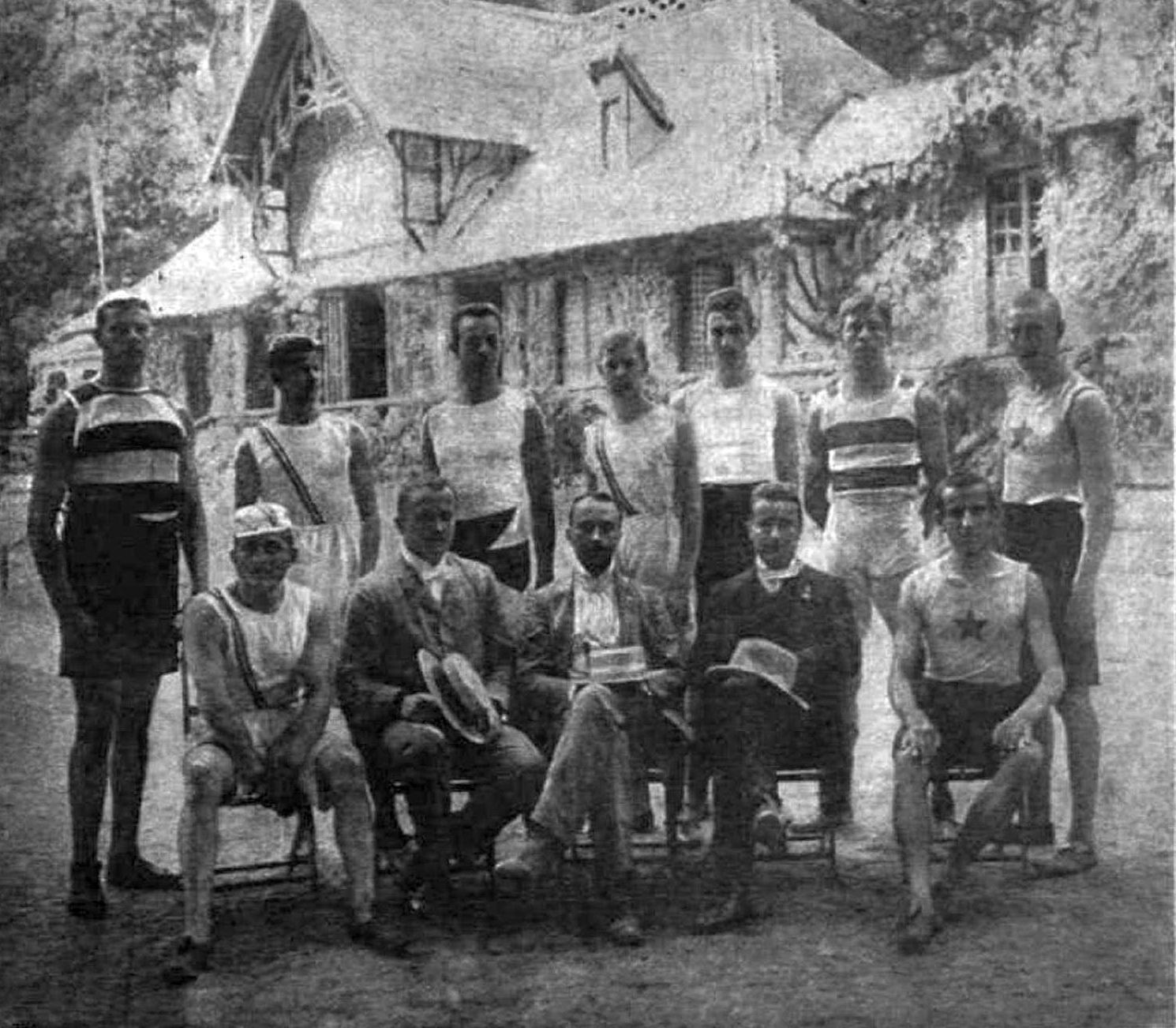
Угорська збірна на літніх Олімпійських іграх 1900 року
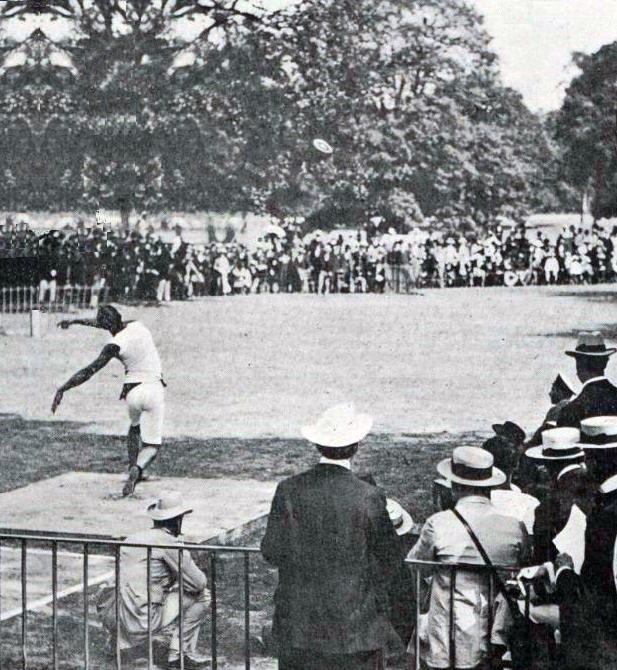
Олімпійський чемпіон Рудольф Бауер метає диск.

### Плавання
| Змагання                   | Спортсмен     | Півфінал  | Півфінал | Фінал     | Фінал |
| Змагання                   | Спортсмен     | Результат | Місце    | Результат | Місце |
| -------------------------- | ------------- | --------- | -------- | --------- | ----- |
| 200 метрів вільним стилем  | Золтан Халмаї | 2:38,0    | 1        | 2:31,4    | 2     |
| 1000 метрів вільним стилем | Золтан Халмаї | 14:52,0   | 1        | 15:16,4   | 3     |
| 4000 метрів вільним стилем | Золтан Халмаї | 1:11:33,4 | 1        | 1:08:55,4 | 2     |

### Спортивна гімнастика
| Змагання               | Спортсмени   | Фінал     | Фінал |
| Змагання               | Спортсмени   | Результат | Місце |
| ---------------------- | ------------ | --------- | ----- |
| Іднивідуальна першість | Дьюла Какас  | 211       | 88    |
| Іднивідуальна першість | Дьюла Катона | DNF       | —     |

### Фехтування
| Змагання             | Спортсмени               | Перший раунд | Чвертьфінал | Додатковий раунд | Півфінал   | Півфінал   | Фінал      | Фінал      | Фінал      | Втішний фінал |
| Змагання             | Спортсмени               | Місце        | Місце       | Місце            | Результат  | Місце      | Місце      | Перемог    | Поразок    | Місце         |
| -------------------- | ------------------------ | ------------ | ----------- | ---------------- | ---------- | ---------- | ---------- | ---------- | ---------- | ------------- |
| Шпага среди маэстро  | Мартон Ендеді            | вибув        |             |                  | не пройшов | не пройшов | не пройшов | не пройшов | не пройшов | не пройшов    |
| Рапира среди маэстро | Мартон Ендеді            | вибув        | не пройшов  | не пройшов       | не пройшов | не пройшов | не пройшов | не пройшов | не пройшов | не пройшов    |
| Сабля                | Амон Ріттер фон Ґреґуріх | пройшов      |             |                  | невідомо   | 1          | 4          | 3          | 4          |               |
| Сабля                | Дьюла Іваньї.            | пройшов      |             |                  | невідомо   | 1          | 3          | 4          | 5          |               |
| Сабля                | Гуго Гог                 | пройшов      |             |                  | невідомо   | 5-8        | не пройшов | не пройшов | не пройшов |               |
| Сабля                | Міклош Тодореску         | пройшов      |             |                  | невідомо   | 5-8        | не пройшов | не пройшов | не пройшов |               |
| Сабля среди маэстро  | Мартон Ендеді            | вибув        |             |                  | не пройшов | не пройшов | не пройшов | не пройшов | не пройшов | не пройшов    |
| Сабля среди маэстро  | Лайош Хорват             | вибув        |             |                  | не пройшов | не пройшов | не пройшов | не пройшов | не пройшов | не пройшов    |

### Джерело
1. ↑  Hungary at the 1900 Paris Summer Games (англ.). www.sports-reference.com. Процитовано 24 січня 2025.
2. ↑  Márton ENDRÉDI. olympics.com (англ.). Процитовано 24 січня 2025.
3. ↑  Paris 1900 Fencing sabre individual men Results (англ.). olympics.com. Процитовано 24 січня 2025.

### Коментар
1. ↑  Леон Лекуйє знявся після першого раунду, і його замінив Тодореску.[3]